# Grup de la xenotima
El grup de la xenotima és un grup de minerals fosfats i vanadats tetragonals anhidres (i un arsenat). És isotípic amb el grup del zircó i amb el compost artificial CaCrO₄. El grup està compost per vuit espècies minerals:

## Membres del grup
Chernovita-(Y)
La chernovita-(Y), l'arsenat del grup, reemplaça el fòsfor per arsènic a la seva composició química, sent la seva fórmula Y(AsO₄). Nomenada així en 1967 per BA Goldin, NP Yushkin i MV Fishman en honor del professor Aleksandr Aleksandrovich Txernov (1877-1963), geòleg rus. Va ser descoberta al riu Nyarta-Syu-Yu, a Rússia.
Pretulita
La pretulita conté escandi en lloc d'itri a la seva fórmula: Sc(PO₄). Juntament amb les dues xenotimes, són les tres espècies del grup que pertanyen a la classe dels fosfats. La pretulita va ser descoberta a Fürstenbauer, al vessant nord-oest de la muntanya Pretul, la segona elevació més alta del sector Fischbacher dels Alps. És d'aquesta muntanya d'on rep el seu nom, però el material trobat a Höllkogel va resultar ser més adequat per a la caracterització com una nova espècie, fet que va fer que aquest fos triat com a localitat tipus.
Wakefieldita-(Ce)
La wakefieldita-(Ce) és un vanadat en el que predomina el cesi, amb fórmula: Ce(VO₄). L'exemplar tipus d'aquest mineral prové de les pegmatites de Kobokobo, a la República Democràtica del Congo.
Wakefieldita-(La)
La wakefieldita-(La), l'anàleg en què predomina el lantà, té com a fórmula química: La(VO₄). L'exemplar tipus d'aquest mineral prové de la mina Glücksstern, a Thuringia (Alemanya). A banda d'aquest lloc, només se n'ha trobat al volcà Bellerberg, també a Alemanya.
Wakefieldita-(Nd)
La wakefieldita-(Nd), és l'anàleg en que predomina el neodimi, i té com a fórmula química: Nd(VO₄). L'exemplar tipus d'aquest mineral prové de la mina Arase, a Kami, Prefectura de Kōchi, Japó.
Wakefieldita-(Y)
La wakefieldita-(Y) té com a fórmula química: Y(VO₄). Rep el nom de la ciutat de Wakefield, al Quebec, ja que l'exemplar tipus d'aquesta espècies va ser trobat a les pegmatites d'Evans-Lou d'aquesta localitat. Tota la resta de minerals anàlegs del grup també prenen aquest nom.
Xenotima-(Y)
La xenotima-(Y) és un rar mineral compost principalment d'itri. És isoestructural amb el zircó, i forma una sèrie de solució sòlida amb la chernovita-(Y) (YAsO4), en la qual la substitució gradual del fòsfor per arsènic va donant els diferents minerals de la sèrie Chernovita-(Y)-Xenotima-(Y). Pot contenir també diverses terres rares, calci, urani, tori, silici o fluor. El seu patró de difracció de raigs X és similar al de l'atelisita-(Y).
A més dels elements de la seva fórmula, sol portar com a impuresa erbi, substituint l'itri en l'estructura. Ambdues xenotimas formen una sèrie de solució sòlida amb elles en els extrems, en què substitució gradual de l'itri per iterbi va donant els diferents minerals de la sèrie.
La xenotima-(Y) va ser descoberta l'any 1824 a Flekkefjord, a la província de Vest-Agder (Noruega).
Xenotima-(Yb)
La xenotima-(Yb) s'anomena així degut a la seva composició, on l'iterbi és l'element dominant, i a la seva relació amb la xenotima-(Y). És molt rara, i la seva fórmula és (Yb,Y,HREE)(PO₄). Va ser descoberta el 1998 a les pegmatites del llac Shatford, a Manitoba (Canadà).